# Tonmühle

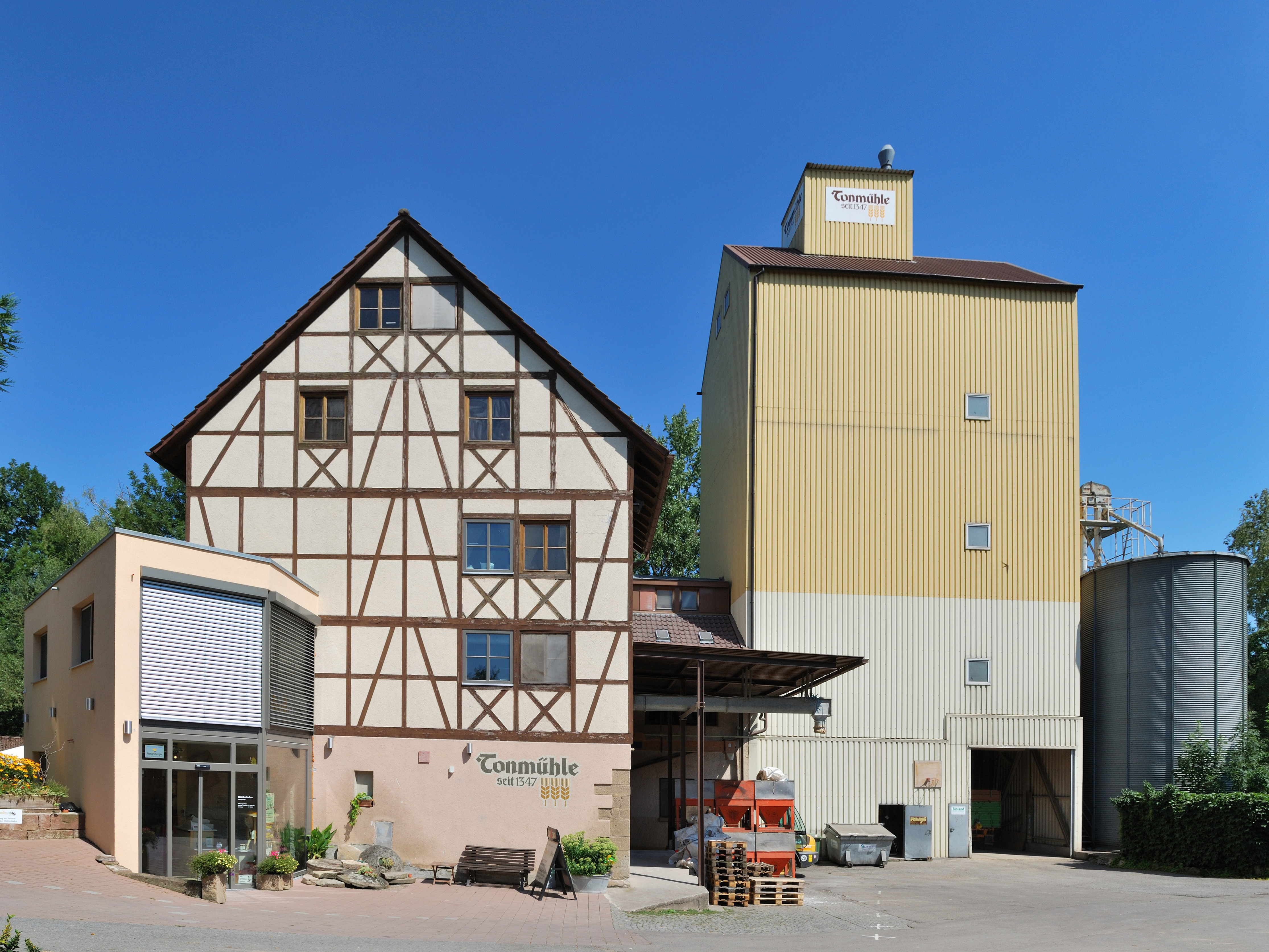
Die Tonmühle

Die Tonmühle ist eine Getreidemühle am Fluss Glems in Ditzingen.

## Geschichte
1347 wird erstmals die Ortsbezeichnung zu Tunne bi der Müline genannt. 1462 erscheint die Mühle zu Undern Dunn. Der Name wird volksetymologisch von dem „Ton“ (Rauschen) der Glems abgeleitet, die hier über ein stärkeres Gefälle verfügt. Wahrscheinlicher ist wohl die Bezugnahme auf den Namen Anton (Kurzform Tonne/Tunne).
Die Mühlenanlage wurde 1789 erneuert. Sie verfügte ursprünglich über drei Wasserräder, die durch einen 330 m langen, links von der Glems abgezweigten Kanal gespeist wurden. Im Jahr 1888 wurden die drei Wasserräder durch ein einziges oberschlächtiges Wasserrad von 3,60 m Durchmesser und 1,60 m Breite ersetzt. Im Jahr 1901 wurde ein größeres Wasserrad eingesetzt. Es war 4 m hoch, 1,68 m breit, hatte 4 m Gefälle und lieferte bei 135 l/s Wasserzufluss eine Rohleistung von 7,2 PS. Die Mühle besaß zu dieser Zeit drei Mahlgänge und einen Gerbgang, ferner eine Kernerputzerei, sowie Einrichtungen zum Betrieb einer Dreschmaschine, einer Futterschneidmaschine, einer Brennholzsäge und einer Obstmahlmühle. Im Jahr 1937 wurde zur Unterstützung der Wasserkraft ein Dieselmotor mit 12 bis 14 PS aufgestellt. 1983 wurde das Wasserrad stillgelegt und stattdessen in einem neu erbauten Turbinenhaus eine Ossberger-Turbine mit 700 l/s Schluckfähigkeit und 29,9 PS Höchstleistung in Betrieb genommen.
Die Mühle arbeitet heute mit drei einfachen Walzenstühlen, einem doppelten Walzenstuhl sowie einer Vollkornmühle. Sie ist auf die Herstellung von Bio-Produkten spezialisiert. Die Vermahlungskapazität beträgt (Stand 1997) 20 Tonnen in 24 Stunden. Die Erzeugnisse werden sowohl an Bäckereien, Naturgroßhandel und Teigwarenindustrie wie auch an Privatkunden verkauft. Ein Mühlenladen ist vorhanden.